# Vilko Gabarić
Vilko Gabarić, hrvaški književnik in publicist, * 25. marec 1889, Maja pri Glini, † 11. julij 1915, Zagreb. 
Gimnazijo je končal leta 1907 v Zagrebu. Pravo je študiral v Zagrebu in Pragi. Leta 1910 se je zaposlil v uredništvu lista Obzor, 1913. vpoklican na opravljanje vojaške dolžnosti, zaradi bolezni pa so ga odpustili iz vojske. Leta 1915 je bil ponovno vpoklican k vojakom; umrl v železniški nesreči na zagrebškem kolodvoru. Pisal je pesmi, novele, feljtone in literarne kritike. Med leti 1903 do 1914 je sodeloval z raznimi glasili in časopisi: Narodne novine, Neues Tagblatt, Hrvatski đak (eno leto urednik), Obzor, Savremenik, Hrvatski pokret, Zora, Pokret, Val, Bosanska vila, Vijenac. V zborniku Hrvatska mlada lirika (Zagreb, 1914) je bilo objavljenih več njegovih pesmi. Društvo Hrvaških književnikov je po njegovi smrti izdalo knjigo Stihovi i proza.